# Lúcio Róscio Eliano Mécio Céler
Lúcio Róscio Eliano Mécio Céler (em latim: Lucius Roscius Aelianus Maecius Celer) foi um senador romano nomeado cônsul sufecto para o nundínio de novembro e dezembro de 100 com Tibério Cláudio Sacerdos Juliano. É conhecido principalmente através de inscrições.

## Origem
Como os elementos finais de seu nome são os mesmos dos do cônsul em 101, Marco Mécio Céler, alguns especialistas sugerem que os dois eram irmãos e o cônsul em 100 teria sido adotado por um Lúcio Róscio. Porém, Olli Salomies endossa a hipótese de Ronald Syme de que ele seria filho de Marco Róscio Célio, cônsul em 81, que se casou com uma tia do cônsul em 101 e que o nome dela passou para o filho do casal. Assim, ao invés de irmãos, os dois Mécios Céleres seriam primos.

## Carreira
A carreira política de Céler é parcialmente conhecida através de uma inscrição encontrada em Tibur e erigida por um amigo, Caio Vecílio Probo. Anthony Birley nota que "Vecílio Probo escolheu apenas alguns cargos para sua inscrição em Tibur. Caso contrário, seria certamente curioso que ele [Mécio Céler] tenha assumido um consulado relativamente cedo sem nenhuma nomeação no serviço imperial em seu favor". Segundo Probo, a carreira de Céler começou como um dos decemviri stlitibus iudicandis, um dos quatro comitês dos vigintiviri, um passo preliminar e requerido para uma futura admissão no Senado. Céler foi depois tribuno militar da Legio IX Hispana, que estava estacionada na Britânia. Durante a campanha de Domiciano contra os catos, em 83, dois vexillationes foram enviados da IX Hispana, um deles sob o comando de Céler e o outro de Vélio Rufo. Por seus atos no conflito, Céler foi condecorado. Ele foi admitido no Senado (adlectio) quando assumiu o cargo de questor de um imperador não nomeado, possivelmente Domiciano, cujo nome era frequentemente omitido depois de seu assassinato. Depois foi tribuno da plebe e pretor. Syme argumenta que a data de seu pretorado provavelmente foi entre 90 e 94.
Depois do consulado, seu único posto conhecido foi o de procônsul da África, que Werner Eck datou entre 117 e 118. Nada mais se sabe sobre ele.

## Família
Lucius Roscius L.[f. Qui. Paculus Mae]cius Celer M[...] Postumus Mam[ilianus? ...] Vergilius Staberia[nus ...], um questor durante o reinado de Adriano, provavelmente era filho ou neto de Mécio Céler.